# 克勒貝爾站
克勒貝爾站（法語：Kléber）是巴黎地鐵的一個車站，服務巴黎地鐵6號線，位於巴黎16區克勒貝爾大街和葡萄牙大街的路口。克雷貝站開業於1900年10月2日，最初是巴黎地鐵1號線的支線車站。

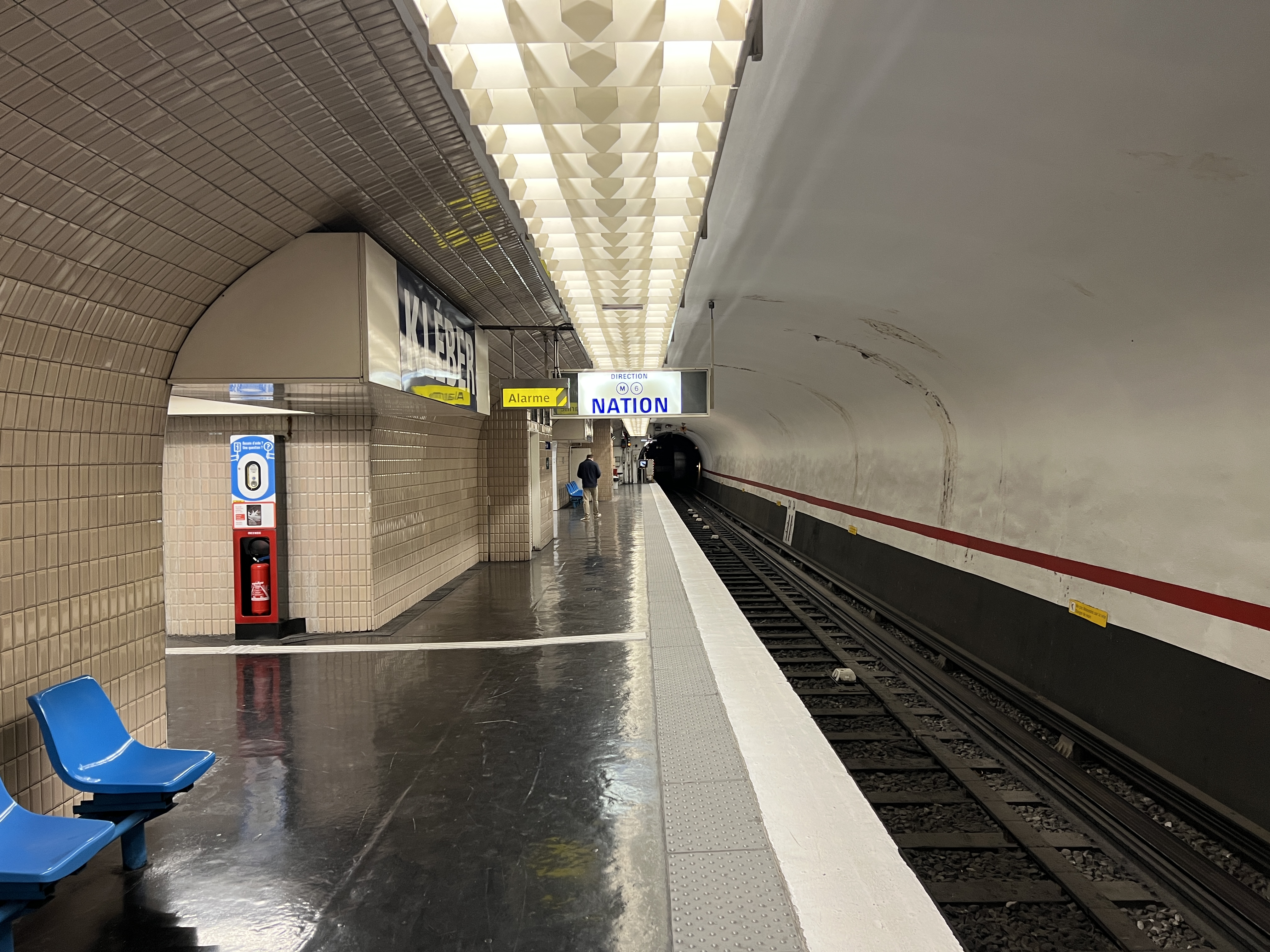
月台 (2022年7月)

## 車站結構
| 街道層 |                       |                            |
| B1     | 月台連接夾層          |                            |
| 月台層 | 往夏爾·戴高樂-星形    | 往夏爾·戴高樂-星形（總站） |
| 月台層 | 島式月台，左/右側開門 |                            |
| 月台層 | 往夏爾·戴高樂-星形    | 往夏爾·戴高樂-星形（總站） |
| 月台層 | 往民族                | 往民族（樹林）             |
| 月台層 | 島式月台，左/右側開門 |                            |
| 月台層 | 往民族                | 往民族（樹林）             |